# Protonemura villosa
Protonemura villosa är en bäcksländeart som beskrevs av Ham och Lee 1999. Protonemura villosa ingår i släktet Protonemura och familjen kryssbäcksländor. Inga underarter finns listade i Catalogue of Life.